# ノルディーヌ・ウバーリ
ノルディーヌ・ウバーリ（Nordine Oubaali、1986年8月4日 - ）は、フランスのプロボクサー。パ＝ド＝カレー県ランス出身。元WBC世界バンタム級王者。

## 経歴

### アマチュア時代
2007年、シカゴで開催された世界ボクシング選手権大会にライトフライ級(48kg)で出場し、準決勝で鄒市明に1-21で敗れ決勝進出を逃したが銅メダルを獲得した。 
2008年、北京オリンピックにライトフライ級(49kg)で出場するが、世界選手権に続いて再び鄒市明に敗れ準々決勝進出を逃した。 
2012年、ロンドンオリンピックにフライ級(52kg)で出場し、2回戦でルーシー・ウォーレンを19-18で破ったが、続く準々決勝でマイケル・コンランに18-22で敗れた。

### プロ時代
2014年3月20日、モロッコ、マラケシュの555 Famous Club Marrakechでデビュー戦を行った。
2015年5月、エナン＝ボーモンでフランスバンタム級王座を獲得した。
2016年12月17日、WBAインターコンチネンタルバンタム級王座決定戦を元WBO世界フライ級王者のフリオ・セサール・ミランダと行い、12回2分46秒TKO勝ちを収め王座を獲得した。
2017年6月2日、パリのパレ・デ・スポール・ポルト・ド・ヴェルサイユで元WBO世界バンタム級暫定王者のアレハンドロ・エルナンデスとWBC世界バンタム級シルバー王座決定戦を行う予定だったが、前日計量でエルナンデスに体重超過がありウバーリが勝った場合のみ王座獲得となる条件で試合は行われ、ウバーリが10回TKO勝ちを収め王座獲得に成功した。 
2017年12月16日、ブローニュ＝ビヤンクールのラ・セーヌ・ミュージカルでマーク・アンソニー・ヘラルドと対戦し、7回1分15秒KO勝ちを収め初防衛に成功した。
2019年1月19日、ラスベガスのMGMグランド・ガーデン・アリーナで前述のアマチュア時代に勝利している元WBA世界バンタム級スーパー王者でWBC世界バンタム級2位でルーシー・ウォーレンとWBC世界バンタム級王座決定戦を行い、12回3-0（115-113、116-112、117-111）の判定勝ちを収めて王座の獲得に成功した。試合後ウバーリには2018年12月30日にWBC世界バンタム級暫定王者になった井上拓真との王座統一戦が義務付けられた。この試合でウバーリは8万5千ドル（約940万円）、ウォーレンは12万5千ドル（約1380万円）のファイトマネーを稼いだ。
2019年7月6日、カザフスタンアスタナのバリス・アリーナでWBC世界バンタム級15位で元WBOアジア太平洋バンタム級王者のアーサー・ビラヌエバと対戦し、ビラヌエバが6回終了時棄権した為TKO勝ちを収め初防衛に成功した。 
2019年11月7日、さいたまスーパーアリーナでWBC世界バンタム級暫定王者の井上拓真と王座統一戦を行い、12回3-0（120-107、117-110、115-112）で判定勝ちを収め王座統一(記録上は2度目の防衛)に成功した。
2020年5月16日、予定されていたノニト・ドネアとの対戦が新型コロナウイルス感染拡大の影響で試合延期になった。
2020年11月12日、ノニト・ドネアと12月12日に対戦することになっていたが、ウバーリが新型コロナウイルスに感染しアメリカの入国ビザを取得できなかった為に試合が中止になったことが発表された。
2020年11月25日、WBCが、ウバーリを休養王者に認定したこと及び、ウバーリが新型コロナウイルスの感染から回復後に休養王者として相手を自由に選べる防衛戦を行える許可を出したことを発表した。これによりウバーリが保持していたWBC世界バンタム級王座が空位となったため、12月19日に行われるノニト・ドネア対エマヌエル・ロドリゲスの対戦がWBC世界バンタム級王座決定戦として行われることになったが、その後ドネアも新型コロナウイルスに感染し、最終的にエマヌエル・ロドリゲスとレイマート・ガバリョでWBC世界バンタム級暫定王座決定戦を行った。
2021年1月10日、WBCが、ウバーリを休養王者から正規王者に復帰させた。
2021年5月29日、ディグニティ・ヘルス・スポーツ・パーク・テニスコートにて元世界5階級制覇王者でWBC世界バンタム級1位のノニト・ドネアと対戦し、4回1分52秒KO負けを喫して3度目の防衛に失敗、王座から陥落した。この試合でドネアは144,360ドル（約1570万円）、ウバーリは216,540ドル（約2360万円）のファイトマネーを稼いだ。
2022年4月5日、引退を発表した。
2023年4月29日、引退を撤回して約2年ぶりに試合を行い、ドゥエーでリカルド・マルティネスと8回戦で対戦したが、二度のダウンを奪われ、1-2の判定負けを喫した。

## 戦績
- プロボクシング：19戦 17勝 (12KO) 2敗

| 戦           | 日付           | 勝敗 | 時間     | 内容    | 対戦相手                     | 国籍           | 備考                                          |
| ------------ | -------------- | ---- | -------- | ------- | ---------------------------- | -------------- | --------------------------------------------- |
| 1            | 2014年3月20日  | ☆    | 4R       | 判定3-0 | セルゲイ・タシモフ           | エストニア     | プロデビュー戦                                |
| 2            | 2014年10月24日 | ☆    | 1R       | TKO     | ノレディー・ダホウ           | フランス       |                                               |
| 3            | 2014年11月15日 | ☆    | 6R       | 判定3-0 | ファイセル・メッサオウディー | フランス       |                                               |
| 4            | 2015年1月23日  | ☆    | 5R       | TKO     | ヌグザル・チャブチャヴァゼ   | ジョージア     |                                               |
| 5            | 2015年5月2日   | ☆    | 6R       | 判定3-0 | ハッサン・アザオウアグフ     | フランス       | フランスバンタム級王座決定戦                  |
| 6            | 2015年6月13日  | ☆    | 1R       | TKO     | アルツール・モブセシアン     | ジョージア     |                                               |
| 7            | 2015年10月30日 | ☆    | 1R       | TKO     | ミハーリ・テレクフィ         | ハンガリー     |                                               |
| 8            | 2015年12月5日  | ☆    | 12R      | 判定3-0 | ガギ・エディシェラシヴィリ   | ジョージア     |                                               |
| 9            | 2016年2月19日  | ☆    | 6R       | 判定3-0 | レイナルド・カヒーナ         | ニカラグア     |                                               |
| 10           | 2016年5月27日  | ☆    | 7R       | TKO     | イラン・ディアス             | メキシコ       |                                               |
| 11           | 2016年12月17日 | ☆    | 12R 2:46 | TKO     | フリオ・セサール・ミランダ   | メキシコ       | WBAインターコンチネンタルバンタム級王座決定戦 |
| 12           | 2017年6月2日   | ☆    | 10R 0:33 | TKO     | アレハンドロ・エルナンデス   | メキシコ       | WBC世界バンタム級シルバー王座決定戦           |
| 13           | 2017年12月16日 | ☆    | 7R 1:15  | KO      | マーク・アンソニー・ヘラルド | フィリピン     | WBCシルバー防衛1                              |
| 14           | 2018年4月7日   | ☆    | 2R       | KO      | ルイス・メレンデス           | コロンビア     |                                               |
| 15           | 2019年1月19日  | ☆    | 12R      | 判定3-0 | ルーシー・ウォーレン         | アメリカ合衆国 | WBC世界バンタム級王座決定戦                   |
| 16           | 2019年7月6日   | ☆    | 6R 終了  | TKO     | アーサー・ビラヌエバ         | フィリピン     | WBC防衛1                                      |
| 17           | 2019年11月7日  | ☆    | 12R      | 判定3-0 | 井上拓真（大橋）             | 日本           | WBC世界バンタム級王座統一戦 WBC防衛2          |
| 18           | 2021年5月29日  | ★    | 4R 1:52  | KO      | ノニト・ドネア               | フィリピン     | WBC王座陥落                                   |
| 19           | 2023年4月29日  | ★    | 8R       | 判定1-2 | リカルド・マルティネス       | ニカラグア     |                                               |
| テンプレート |                |      |          |         |                              |                |                                               |

## 獲得リスト
- フランスバンタム級王座
- WBAインターコンチネンタルバンタム級王座
- WBC世界バンタム級シルバー王座
- WBC世界バンタム級王座（防衛2=休養王座認定）
- WBC世界バンタム級休養王座（防衛0=正規王座に復帰）